# Diocesi di Nasai
La diocesi di Nasai (in latino: Dioecesis Nasaitensis) è una sede soppressa e sede titolare della Chiesa cattolica.

## Storia
Nasai, forse identificabile con Aïn-Zoui nell'odierna Algeria, è un'antica sede episcopale della provincia romana di Numidia.
Nella località di Aïn-Zoui, l'antica Vasaivi, sono stati riportati alla luce diversi resti di strutture cristiane, tra cui la basilica civile, trasformata in edificio religioso con abside, e un loculo funzionante da reliquiario con una iscrizione che riporta i nomi di diversi santi venerati a Vasaivi. Se l'identificazione della località è corretta, il termine Nasaitensis, sconosciuto nelle fonti coeve, potrebbe essere una deformazione per Vasaitensis.
Unico vescovo conosciuto di questa sede africana è il donatista Liberale, episcopus loci Nasaitensis, che prese parte alla conferenza di Cartagine del 411, che vide riuniti assieme i vescovi cattolici e donatisti dell'Africa romana; Nasai in quell'occasione non aveva un vescovo cattolico.
Dal 1933 Nasai è annoverata tra le sedi vescovili titolari della Chiesa cattolica; dal 31 marzo 2020 l'arcivescovo, titolo personale, titolare è Luís Miguel Muñoz Cárdaba, nunzio apostolico in Mozambico.

## Cronotassi

### Vescovi residenti
- Liberale † (menzionato nel 411) (vescovo donatista)

### Vescovi titolari
- Francis Martin Kelly † (17 ottobre 1949 - 24 giugno 1950 deceduto)
- Adolph Gregory Schmitt, C.M.M. † (23 dicembre 1950 - 1º gennaio 1955 nominato vescovo di Bulawayo)
- Alonso Silveira de Mello, S.I. † (13 giugno 1955 - 29 novembre 1971 dimesso)
- Aldo Mongiano, I.M.C. † (14 maggio 1975 - 26 maggio 1978 dimesso)
- Lawrence Sabatini, C.S. (15 luglio 1978 - 30 settembre 1982 nominato vescovo di Kamloops)
- Jorge Mario Ávila del Águila, C.M. † (3 dicembre 1982 - 29 gennaio 1987 nominato vescovo di Jalapa)
- Rudolf Müller † (19 maggio 1987 - 27 giugno 1994 nominato vescovo di Görlitz)
- Joseph Marianus Punt (1º aprile 1995 - 21 luglio 2001 nominato vescovo di Haarlem)
- Benedito Beni dos Santos (28 novembre 2001 - 26 aprile 2006 nominato vescovo di Lorena)
- Mário Marquez, O.F.M.Cap. (31 maggio 2006 - 22 dicembre 2010 nominato vescovo di Joaçaba)
- Miguel Ángel D'Annibale † (19 febbraio 2011 - 21 febbraio 2013 nominato vescovo di Río Gallegos)
- Juan Antonio Menéndez Fernández † (26 aprile 2013 - 18 novembre 2015 nominato vescovo di Astorga)
- Luís Miguel Muñoz Cárdaba, dal 31 marzo 2020